# Elielplatsen
Elielplatsen (finska: Elielinaukio) är en öppen plats väster om Helsingfors järnvägsstation. Platsen har fått sitt namn av Eliel Saarinen som är arkitekten bakom järnvägsstationen. Från Elielplatsens bussterminal avgår flera regionala busslinjer mot Esbo och Vanda, samt flygbussen till Helsingfors-Vanda flygplats. Runt Elielplatsen finns, förutom järnvägsstationen, Sanomahuset, hotellet Holiday Inn, Posthuset och en restaurang som finns i Finnairs före detta byggnad mitt på Elielplatsen. Under platsen finns parkering. 

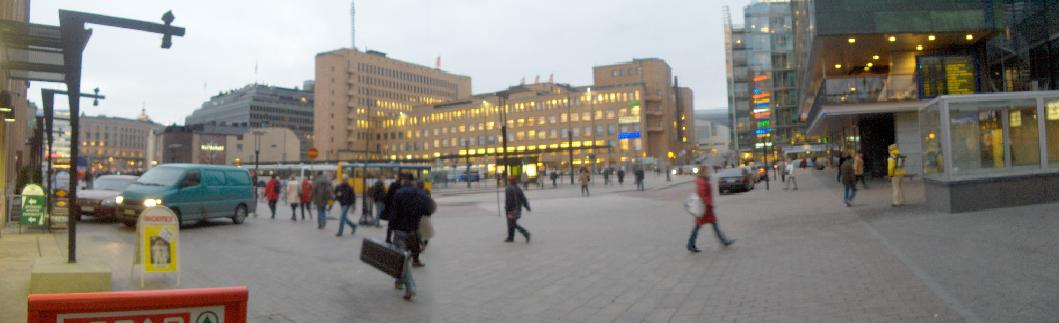
Elielplatsen sedd från järnvägsstationen med Posthuset rakt fram

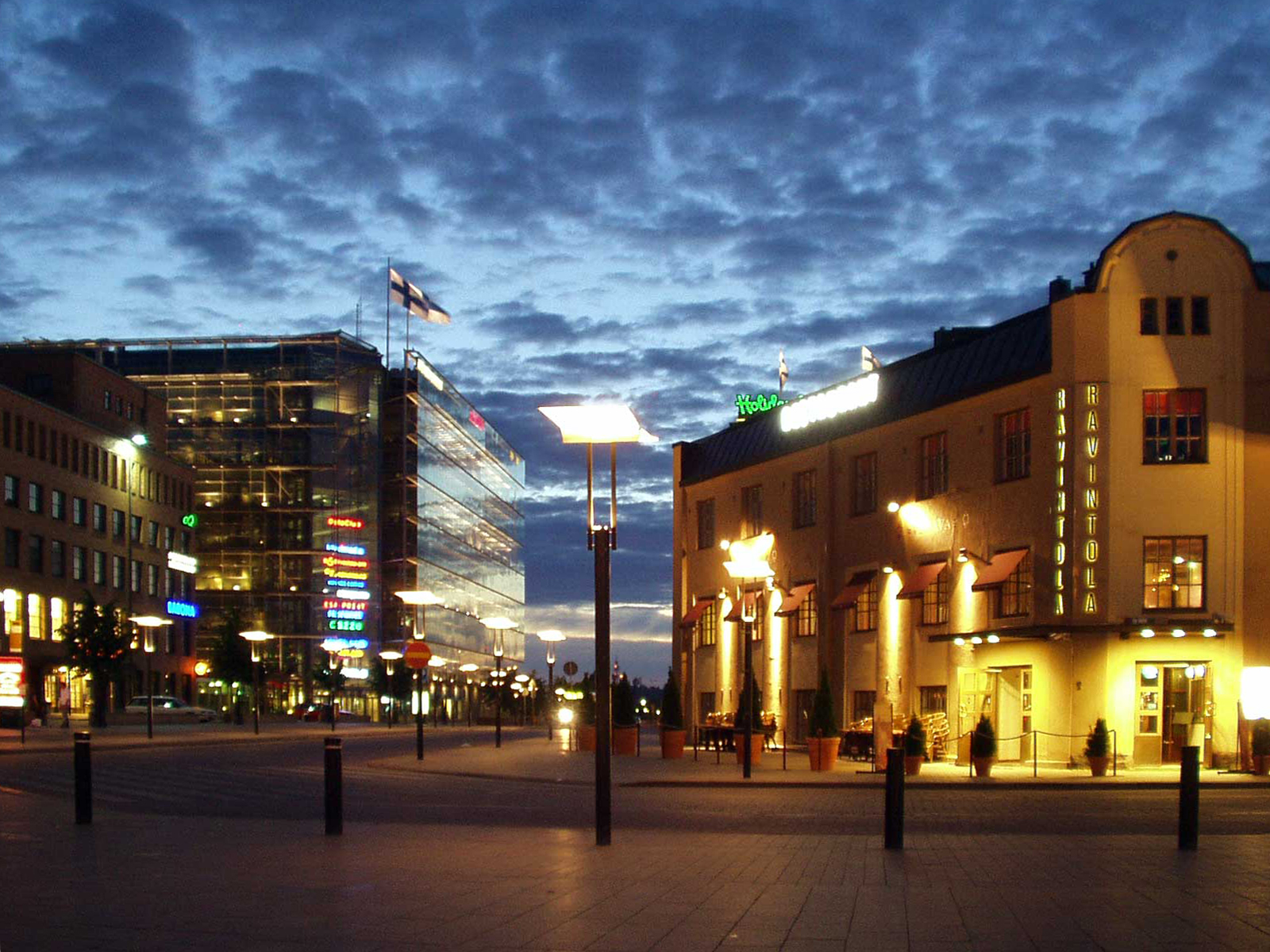
Restaurang Vltava i förgrunden och Sanomahuset i bakgrunden

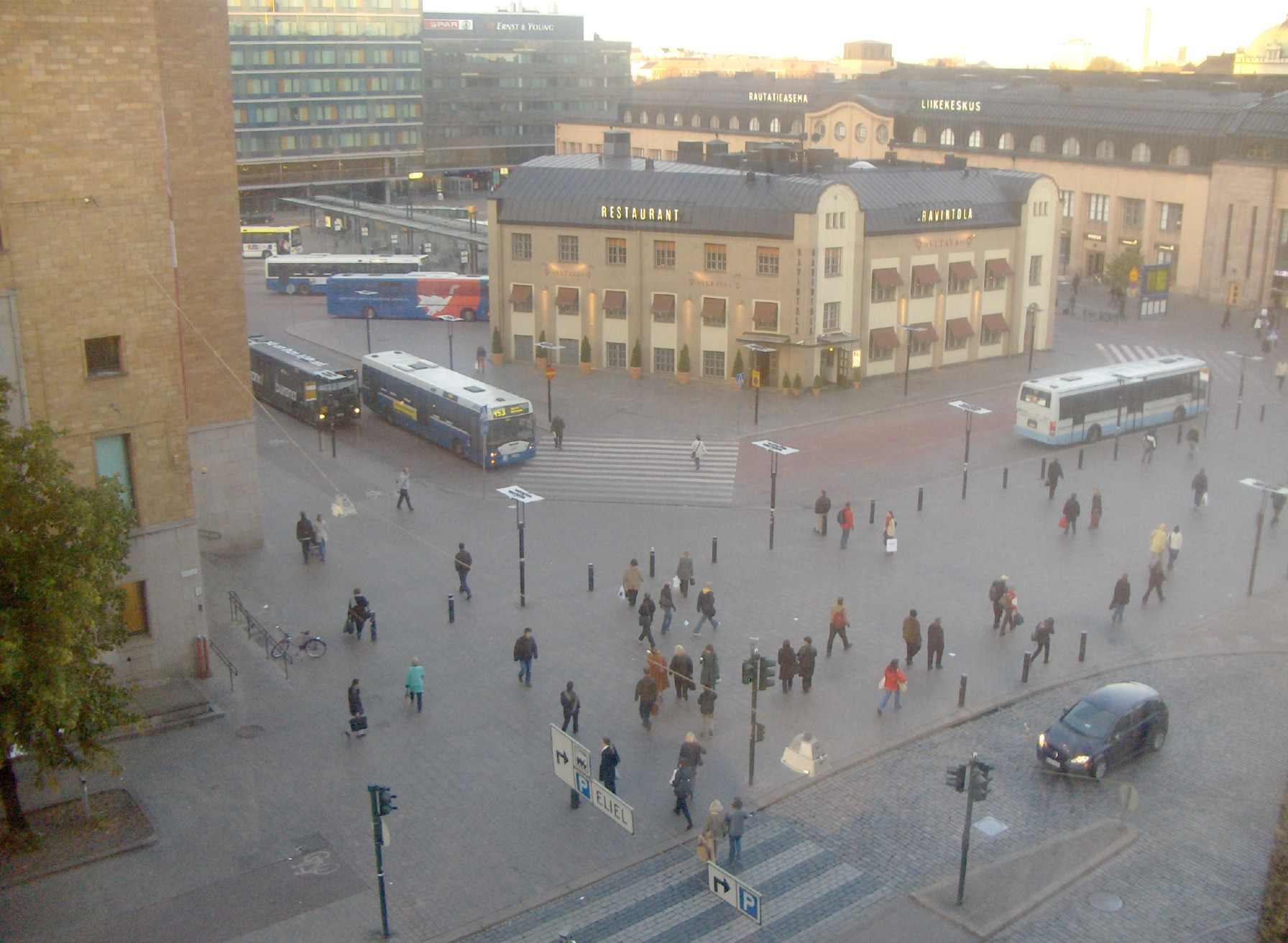
I bakgrunden Helsingfors järnvägsstation och Holiday Inn, till vänster Posthuset och i mitten restaurang Vltava